# François-Thomas-Marie de Baculard d'Arnaud
François-Thomas-Marie de Baculard d'Arnaud (Parigi, 15 settembre 1718 – 9 novembre 1805) è stato uno scrittore, poeta e drammaturgo francese.

## Biografia

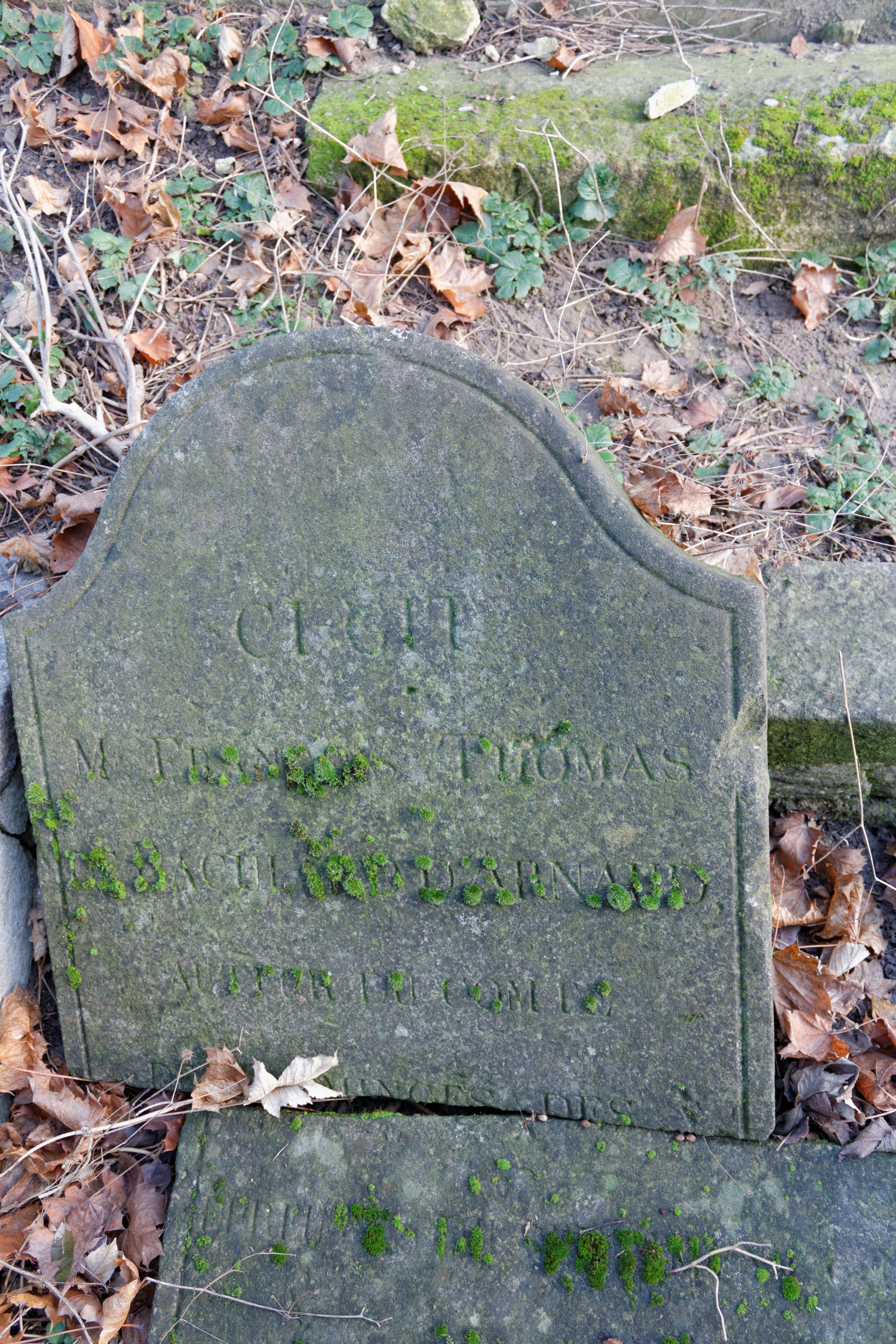
Tomba di François-Thomas-Marie de Baculard d'Arnaud, cimitero di Père-Lachaise

François-Thomas-Marie de Baculard d'Arnaud nacque a Parigi il 15 settembre 1718.
Fu istruito ed educato dai gesuiti, dove si mise in evidenza per le sue capacità letterarie: all'età di quindici anni scrisse le sue prime targedie, Idomeneo, Didone, mai rappresentate. Nel 1736 frequentò il College d'Harcourt e inviò a Voltaire le sue tragedie.
È stato rinchiuso nella Bastiglia il 17 febbraio 1741 per aver pubblicato L'art de foutre, balletto comico la cui azione è ambientata in un bordello, comunque grazie all'intervento del padre fu liberato il 18 maggio.
Strinse una profonda amicizia, fin dalla giovane età, con Voltaire, ed ebbe un intenso rapporto epistolare con Federico II di Prussia, che nel 1750 lo invitò a Berlino, accogliendolo con molti onori, suscitando la scontentezza di Voltaire, che si trasferì anche lui a Berlino, convincendo Baculard d'Arnaud di rientrare a Parigi.
Baculard d'Arnaud si dedicò alla letteratura scrivendo numerose poesie d'occasione, alcune odi e le Lamentations de Jérémie, 1757, che risultò la sua opera poetica più importante; si impegnò poi alla composizione di romanzi sensazionali, di cui pubblicò tre serie per un totale di diciotto volumi, che ottennero i consensi di Jean-Jacques Rousseau: Il rilassamento dell'uomo sensibile (Les délassements de l'homme sensible, 2 serie di 6 vol. ciascuna, 1783-1787); Le prove del sentimento (Les épreuves du sentiment, 6 voll., 1806); tradusse inoltre i libri sacri di Geremia.
Al teatro contribuì con numerosi drammi e tragedie, commedie di argomento macabro e di genere terrificante, tra le quali la più popolare fu Gli amanti infelici e il conte di Comminges (Les amants malheureux ou le conte de Comminges), messa in scena nel 1790, dalla quale trassero ispirazione, mezzo secolo più tardi, i librettisti de La favorita di Gaetano Donizetti. La trama è incentrata sulla storia vera del giovane La Bedoyère che sposò, nonostante il divieto di suo padre, un'attrice.
Nelle sue opere, raccontò con disinvoltura le disgrazie di eroine virtuose e sensibili colte da spietati libertini. Il moralismo e il conformismo si coniugano con un gusto morboso per il dolore e l'autocompiacimento della descrizione del male.
È stato membro delle Accademie di Caen, Montauban, Rouen, Berlino, San Pietroburgo.
Nonostante il successo delle sue opere, durante la sua vita Baculard d'Arnaud ebbe qualche problema economico-finanziario.
François-Thomas-Marie de Baculard d'Arnaud morì a Parigi il 9 novembre 1805.

## Pubblicazioni

### Teatro
- Coligni, ou la St. Barthelemi, tragedia in tre atti e in versi, 1740;
- Le Cardinal de Lorraine ou les Massacres de la Saint Barthélemy, tragedia in tre atti, 1756;
- Les Amans malheureux, ou le Comte de Comminge, dramma in tre atti e in versi, adattamento della Mémoires du comte de Comminge di Claudine Guérin de Tencin, 1764;
- Euphémie, ou le Triomphe de la religion, dramma, 1768;
- Fayel, tragedia, rappresentata al Théâtre de la Cour dalla Comédiens français ordinaires du Roi, 1770;
- Mérinval, dramma in cinque atti e in versi, 1774;
- Les Fêtes namuroises, ou les Échasses, commedia, con canti e danze, 1775;
- Œuvres dramatiques, 2 vol., 1782.

### Varie
- Ode sur la naissance de S.A.S. Monseigneur le prince de Condé, 1736;
- Lettre à Monsieur l'abbé Phi** au sujet des tragédies de M. de Voltaire, 1736;
- Theresa, 1745-1746;
- La Mort du maréchal comte de Saxe, poema, 1750;
- La France sauvée, poema, 1757;
- Les Époux malheureux, ou Histoire de Monsieur et Madame de La Bédoyère, écrite par un ami, 1758;
- Fanni, ou l'Heureux repentir, histoire anglaise, 1764;
- Lucie et Mélanie, ou les Deux sœurs généreuses, aneddoti storici, 1767;
- Sargines, ou l'Élève de l'amour, novella, 1772;
- Zénothémis, aneddoti, 1773;
- Nouvelles historiques, 3 vol., 1774-1783:
  - La Romance du sire de Créqui;
- Les Épreuves du sentiment, 5 vol., 1775-1778;
- Œuvres complètes, 5 vol., 1775-1777;
- Sidnei et Silli, ou la Bienfaisance et la reconnaissance, 1776;
- Vie de Dérues, exécuté à Paris en place de Grève, le 6 mai 1777, 1777;
- Délassemens de l'homme sensible, ou Anecdotes diverses, 12 vol., 1783-1787;
- La Vraie grandeur, ou Hommage à la bienfaisance de son altesse sérénissime monseigneur le duc d'Orléans, 1789;
- Les Loisirs utiles. Linville, ou les Plaisirs de la vertu. Eugénie, ou les Suites funestes d'une première faute, 1795;
- Les Matinées, aneddoti, 1798;
- Denneville, ou l'Homme tel qu'il devrait être, 3 vol., 1802;
- Œuvres, 6 vol., 1803;
- La Naissance de monseigneur le duc de Bourgogne, ode, 1803;
- Lorimon, ou l'Homme tel qu'il est, 3 vol., 1803.